# Ann Harding
Ann Harding (właśc. Dorothy Walton Gatley; ur. 7 sierpnia 1902 w San Antonio, zm. 1 września 1981 w Los Angeles) – amerykańska aktorka filmowa, teatralna i telewizyjna. Nominowana do Oscara za pierwszoplanową rolę w filmie Wakacje (1930).

## Życiorys
Urodziła się w rodzinie oficera armii amerykańskiej George’a C. Gatley oraz jego żony. Razem wiele razy się przeprowadzali, m.in. na Kubę, gdyż wymagała tego praca ojca. Po przeprowadzce do Nowego Jorku zainteresowała się teatrem. Kilka lat później, po zrezygnowaniu z dotychczasowych prac (jakimi były agencja ubezpieczeń i pisanie artykułów do Famous Players-Lasky), wystąpiła w swojej pierwszej wystawianej sztuce – Inheritors z 1921. Rola została oceniona bardzo dobrze. Przez następne kilka lat grywała na Broadwayu. Wówczas Pathé postanowiło podpisać z nią kontrakt. Jej pierwszy film to Paris Bound (1929) u boku Fredrica Marcha. Na planie poznała swojego pierwszego męża Harry’ego Bannistera, któremu urodziła córkę. Małżeństwo jednak nie przetrwało i po 6 latach doszło do rozwodu. W 1931 została wykupiona przez wytwórnię 20th Century Fox i zagrała w kilku jego produkcjach. Za film Wakacje była nominowana do Oscara za pierwszoplanową rolę. W 1937 powtórnie wyszła za mąż, za kompozytora Wernera Janssena, jednak i to małżeństwo nie przetrwało i w 1962 zostało rozwiązane.
Wystąpiła w serialu Prawo Burke’a (1963). Zmarła w wieku 79 lat w Los Angeles w stanie Kalifornia.